# 2020 en rugby à XIII
| Années du rugby à XIII : 2017 - 2018 - 2019 - 2020 - 2021 - 2022 - 2023    |
| Décennies du rugby à XIII : 1990 - 2000 - 2010 - 2020 - 2030 - 2040 - 2050 |

Les faits marquants de l'année 2020 en rugby à XIII

## Principales compétitions
- Championnat de France
- Coupe de France
- National Rugby League
- State of Origin
- Super League
- Coupe d'Angleterre
- Championship

## Principaux décès
- 14 janvier : décès à 74 ans de José Calle, joueur de rugby à XIII international français;
- 23 janvier : décès à 79 ans de Guy Bruzy, joueur de rugby à XIII international français;
- 12 avril : décès à 82 ans de Daniel Camiade, joueur de rugby à XIII international français;
- 20 septembre : décès à 81 ans de Louis Vergé, joueur de rugby à XIII international français;
- 24 décembre : décès à 82 ans d'Antoine Montcel, joueur de rugby à XIII international français;